# Hobart (Schiff, 1936)
Die HMAS Hobart (D63) war ein nach der Stadt Hobart benannter Leichter Kreuzer der Royal Australian Navy während des Zweiten Weltkriegs. Sie war einer von insgesamt drei modifizierten Kreuzern der Leander-Klasse, welche für die Royal Navy gebaut und Ende der 1930er Jahre an die australische Marine übergeben wurden.

## Geschichte

### Bau
Der Kreuzer wurde am 15. August 1934 in Devonport auf Kiel gelegt, der Stapellauf erfolgte am 9. Oktober 1934. Am 13. Januar 1936 wurde er als HMS Apollo von der Royal Navy in Dienst gestellt. Er war einer von drei modifizierten Kreuzer der Leander-Klasse, in der im Gegensatz zu den vorherigen Einheiten die Maschinen- und Kesselräume wieder in der für Kriegsschiffe üblichen abwechselnden Reihenfolge angeordnet waren, was äußerlich an den zwei Schornsteinen (einer pro Kesselraum) zu erkennen war. Bei den ersten Schiffen der Klasse lagen die Kesselräume nebeneinander unter einem einzigen großen Schornstein, gefolgt von den zwei nebeneinanderliegenden Maschinenräumen. Durch die abwechselnde Anordnung der Räume wurde sichergestellt, dass ein einzelner Treffer an der Nahtstelle zweier Abteilungen oder in den Schornstein nicht auf einen Schlag durch Verlust sämtlicher Kessel- oder Maschinenräume den gesamten Antrieb ausschalten konnte.

### 1936–1941
Von Oktober 1936 bis Oktober 1938 war die Apollo im Nordatlantik und in der Karibik stationiert, bevor er 1938 an die Royal Australien Navy verkauft wurde. Australien bezahlte einen Teil des Kaufpreises, indem es seinerseits das Seeflugzeugträger HMAS Albatross an die Royal Navy transferierte. Der Kreuzer sollte am 6. Oktober 1938 in Devonport an Australien übergeben werden, aufgrund der Mobilmachung der britischen Flotte während der Sudetenkrise wurde das Schiff jedoch bereits am 28. September als HMAS Hobart in Dienst gestellt. Ende 1938 traf der Kreuzer dann in Australien ein.
Nach dem Ausbruch des Zweiten Weltkrieges wurde der Kreuzer zu Geleitschutzaufgaben für britische Konvois im Indischen Ozean eingesetzt. Nach dem Kriegseintritt Italiens bombardierte das Walrus-Bordflugzeug der Hobart am 19. Juni 1940 die italienische Funkstation auf Centre Peak Island im Roten Meer. Am 1. August eskortierte das Schiff Truppenverstärkungen nach Berbera in Britisch-Somaliland. Aufgrund der zahlenmäßigen Überlegenheit der aus Italienisch-Somaliland und Äthiopien angreifenden italienischen Streitkräfte musste jedoch bereits am 15. August die Räumung von Britisch-Somaliland angeordnet werden. Die Hobart diente während der Evakuierung als operationelles Hauptquartier, die Besatzung errichtete eine zusätzliche behelfsmäßige Pier und ihre Motorboote dienten als Fähren, die Truppen zu den Transportern brachten. Der Hafen wurde oft von italienischen Flugzeugen angegriffen, die Hobart wurde dabei aber nicht beschädigt. Das Bordflugzeug wurde erneut als Bomber eingesetzt, diesmal gegen das italienische Hauptquartier in Saylac. Zusätzlich wurde ein 3-pdr Geschütz des Kreuzers an Land gebracht, um von der Armee als Panzerabwehrkanone eingesetzt zu werden. Drei Freiwillige aus der Besatzung bedienten das Geschütz und gerieten bei einem Rückzugsgefecht in italienische Kriegsgefangenschaft, aus der sie im April 1941 bei der britischen Eroberung von Massaua befreit wurden. Am 19. April 1940 verließ der Kreuzer als letztes Schiff den Hafen von Berbera und zerstörte mit Geschützfeuer die letzten intakten Hafenanlagen.
Bis zum Oktober 1940 blieb der Kreuzer im Roten Meer im Einsatz, u. a. eskortierte er den Geleitzug WS 2. Danach kehrte er nach einer Überholung in Colombo nach Australien zurück, wo er bis Mitte 1941 Geleitschutzaufgaben durchführte. Im August 1941 schloss er sich der britischen Mittelmeerflotte an und löste damit sein Schwesterschiff Perth beim 7. Kreuzergeschwader ab. In den folgenden Monaten war sie im östlichen Mittelmeer im Einsatz, sie unterstützte sowohl die Besetzung Syriens durch britische und freifranzösische Truppen als auch die Kämpfe in Nordafrika. Nach dem japanischen Angriff auf Pearl Harbor und dem Beginn der japanischen Invasion Südostasiens wurde die Hobart wie alle australischen Marineeinheiten nach Südostasien verlegt, um dort die auch auf Australien zumarschierenden Japaner zu stoppen.

### 1942–1945
Ab Januar 1942 wurde der Kreuzer als Teil der ABDA-Flotte im Gebiet von Malaysia, Sumatra und Java eingesetzt, wo die vereinigten Streitkräften der Australier, Briten, Niederländer (engl. dutch) und Amerikaner versuchten den japanischen Vormarsch zu stoppen. Die Hobart eskortierte dabei mehrere Konvois nach Singapur. In dieser Zeit geriet das Schiff mehrfach in schwerste Luftangriffe, die es jedoch ohne größeren Schaden überstand. Am 25. Februar wurde das ABDACOM von seinem Oberbefehlshaber, dem britischen Feldmarschalls Sir Archibald Wavell, aufgelöst, da dieser einsehen musste, dass nicht genügend Einsatzkräfte zur Verteidigung des Gebietes zur Verfügung standen. Dennoch entschloss sich die ABDA-Flotte unter dem niederländischen Konteradmiral Karel Doorman zu einem letzten Versuch, die japanische Invasion von Java zu verhindern. Alle im Gebiet noch verfügbaren größeren Schiffe wurden in einem Kampfverband zusammengefasst und sollten die japanische Invasionsflotte angreifen, darunter auch die Hobart und ihr Schwesterschiff Perth. Als die Hobart jedoch am 25. Februar in Tandjong Priok von einem Tanker Treibstoff übernahm, wurde der Hafen von japanischen Bombern angegriffen. An die 60 Bomben gingen in unmittelbarer Nähe des Kreuzers nieder. Zwar gab es keine direkten Treffer, doch es entstand beträchtlicher Schaden durch Bombensplitter sowohl an der Hobart als auch am Tanker, weswegen die Treibstoffübernahme abgebrochen werden musste. Dadurch konnte sich die Hobart dem Hauptkampfverband nicht mehr anschließen und verpasste die für die ABDA-Kräfte katastrophale Schlacht in der Javasee.
Zusammen mit den verspätet eingetroffenen Kreuzern Danae und Dragon sowie den Zerstörern Scout, Tenedos und Evertsen wurde versucht, in der Nacht des 28. Februar einen Vorstoß auf die japanische Invasionsflotte im Osten Javas zu unternehmen. Die Schiffe stießen jedoch auf überlegene japanische Streitkräfte, nur eine Fehlidentifizierung eines japanischen Aufklärers, der die drei leichten Kreuzer als ein Schlachtschiff und zwei Schwere Kreuzer meldete, hielt die Japaner davon ab, den Verband zu verfolgen. Die Schiffe flüchteten durch die Sundastraße nach Süden, ohne von japanischen Schiffen behelligt zu werden. Die Evertsen kehrte allerdings nach Batavia zurück, nachdem sie durch einen Sturm von den anderen Schiffen getrennt worden war. Einen Tag später wurde sie ebenso wie die Perth und der amerikanische Schwere Kreuzer Houston in der Schlacht in der Sundastraße versenkt.

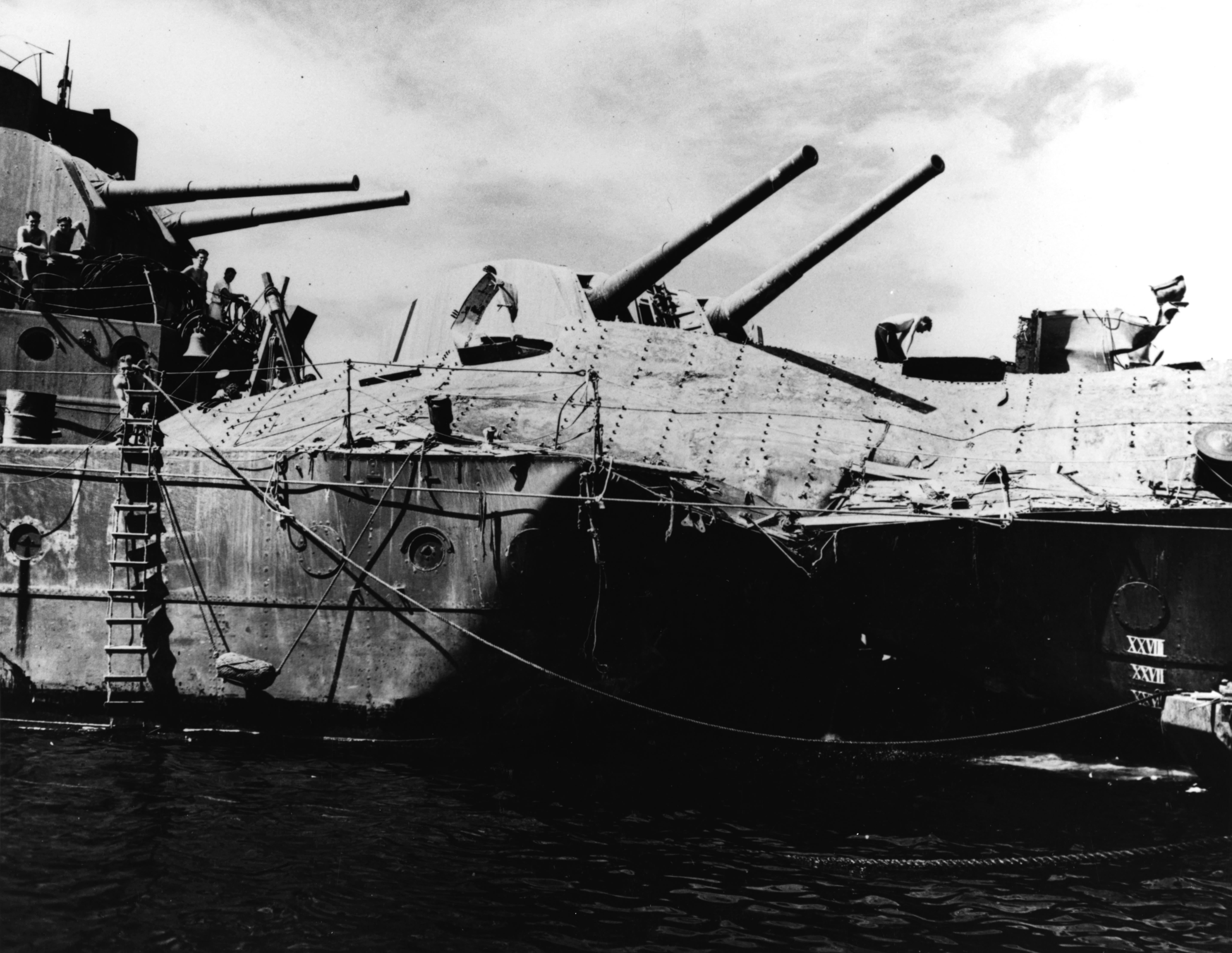
Das durch den Torpedotreffer verbogene Deck mit dem Geschützturm Y am 23. Juli 1943 in Espiritu Santo

Der nächste Einsatz der Hobart war in der Schlacht im Korallenmeer. Dort bildete sie zusammen mit den Schweren Kreuzern Australia und Chicago sowie den Zerstörern Perkins, Walke und Farragut die Task Force 44 unter dem Kommando von Konteradmiral John Crace. Dieser Verband sollte japanische Transporter und deren Begleitschiffe auf dem Weg nach Port Moresby abfangen. Als die Schiffe eine Position 180 km vor der Südspitze Neu-Guineas erreicht hatten, wurden sie von 27 japanischen Flugzeugen angegriffen. Nur Minuten nach dem Ende des japanischen Angriffs bombardierten irrtümlich amerikanische B-17-Bomber, die von australischen Luftbasen gestartet waren, den Verband. Bei beiden Angriffen gab es jedoch kaum nennenswerte Schäden.
Am 7. August 1942 war der Kreuzer Teil der alliierten Streitmacht, die Guadalcanal besetzte, was der Auftakt zu den monatelangen Kämpfen um die Insel wurde. In der Nacht vom 8. zum 9. August patrouillierte die Hobart zusammen mit der San Juan und zwei Zerstörern die östliche Zufahrt zum Ironbottom Sound und entging dadurch der Vernichtung der westlichen Deckungsgruppen in der Schlacht vor Savo Island. Nach einer Überholung in Sydney im Oktober war sie in den folgenden Monaten als Teil der Task Force 74 im Korallenmeer im Einsatz. Am 20. Juli 1943 wurde die Hobart von dem Torpedo eines japanischen U-Bootes am Heck getroffen und schwer beschädigt. Durch den Treffer kam es zu starken Wassereinbrüchen, die Wucht der Explosion war so stark, dass das Deck mit dem 60 Tonnen schweren Geschützturm Y nach oben gebogen wurde. Zusätzlich verlor der Kreuzer beide Backbordschrauben. Dreizehn Mann der Besatzung sowie ein an Bord befindlicher amerikanischer Marineoffizier kamen dabei ums Leben. Der Kreuzer schaffte es jedoch bis Espiritu Santo, von dort aus eskortierten ihn die Zerstörer Arunta und Warramunga nach notdürftigen Reparaturen nach Sydney. Die Reparaturen des Schadens in den Cockatoo Island Dockyards dauerten fast zwei Jahre bis Anfang März 1945. Dann nahm der Kreuzer an der Landung auf den Visayas teil.

### 1945–1960
Am 24. April 1945 unterstützte die Hobart die Landungen bei Tarakan und nahm im Mai an den Landungen bei Wewak auf Neuguinea teil, gefolgt von den Landungen in Brunei auf Borneo im Juni sowie der Rückeroberung von Balikpapan im Juli. Am 31. August 1945 traf das Schiff anlässlich der japanischen Kapitulation in der Bucht von Tokio ein. In der Nachkriegszeit war sie mehrfach als Teil der alliierten Besatzungskräfte in Japan im Einsatz, bevor sie 1947 außer Dienst gestellt und der Reserveflotte zugeteilt wurde. Zwischen 1950 und 1953 wurden umfangreiche Umbauten vorgenommen, um aus der Hobart ein Trainingsschiff zu machen, dennoch wurde das Schiff nicht wieder in Dienst gestellt und schließlich 1962 in Japan verschrottet.